# Tàngara de Desmarest
La tàngara de Desmarest (Tangara desmaresti) és un ocell de la família dels tràupids (Thraupidae).

## Hàbitat i distribució
Habita boscos, clars i vegetació secundària dels turons costaners del sud-est del Brasil a Rio de Janeiro, Espírito Santo, est de São Paulo i Paraná.